# ترنيمة عيد الميلاد لجميع الكلاب
ترنيمة عيد الميلاد لجميع الكلاب (بالإنجليزية: An All Dogs Christmas Carol)‏ هو فيلم رسوم متحركة موسيقي، صدر مباشرة على الفيديو عام 1998، وهو الحلقة الأخيرة من المسلسل التلفزيوني جميع الكلاب تذهب إلى الجنة، والمبني على فيلم يحمل نفس الاسم.

## القصة
يبدأ الفيلم مع ملاك الجراء يتحدثون إلى أنابيل (بيبيه نيوويرث). يطلبون منها أن تحكي لهم قصة. بدأت في إخبارهم كيف أنقذ كارفيس عيد الميلاد بقليل من التوجيه من تشارلي (ستيفن ويبر) وإيتشي (دوم ديلويز).
يبدأ الفيلم في زقاق مع تشارلي وإيتشي وساشا (شينا إيستون) وأصدقائهم يزينون حفلة عيد الميلاد. الجميع يستمتعون لأن تشارلي وحكة يميلان إلى الجراء الصغيرة. تشارلي يتحقق من ساشا وجمع الأموال لعملية تيمي بسبب ساقه المصابة. لسوء الحظ، وصل كارفيس (إيرنست بورغنين) و Killer (تشارلز نيلسون رايلي) ويبدآن في تحصيل الديون من الجميع. بعد أن رفض تشارلي سداد كارفيس، نظرًا لأن سداد ديونه لم يحين بعد، أطلق صافرة كلب منومة غامضة تنومهم جميعًا وتسبب لهم منح كارفيس و Killer جميع عظامهم. قبل المغادرة، يقوم كارفيس و Killer بسرقة كل الطعام والهدايا والمال الذي يتضمن ذلك من أجل عملية تيمي، وتجنب الثرثرة.
بعد فشل تشارلي وإيتشي عدة مرات في الحصول على البضائع المسروقة من كارفيس، تم الكشف عن أنه يعمل مع ابن عم أنابيل الشرير بيلادونا (نيوويرث)، الذي يخطط لاستخدام نسخة ضخمة من صافرة الكلب المنومة لتنويم كل كلب في سان. قام فرانسيسكو بسرقة هدايا عيد الميلاد الخاصة بالسادة، مما تسبب في طردهم من منازلهم وتركهم من قبل أصحابها، بنفس الطريقة التي كان بها كارفيس عندما كان جروًا. يخطط تشارلي لإخافة «ديكنز» منه ويطلب من أنابيل بعض المساعدة، مما أدى إلى تحويلهم إلى شخصيات من ترنيمة عيد الميلاد. تصبح الحكة شبح عيد الميلاد الماضي، وتصبح ساشا شبح هدية الكريسماس، ويصبح تشارلي شبح مستقبل الكريسماس (كمرجع للقناع). يزورون كارفيس ويجعلونه يشعر بالذنب بشأن سرقة كل شيء، وخاصة أموال العملية؛ يخبره ساشا أنه بدون ذلك سيموت تيمي، الأمر الذي سيؤدي إلى موت آخر - هو نفسه، كما أوضح تشارلي له أنه بسبب أفعاله، سيتسبب في موته، وسيُحكم عليه في الجحيم إلى الأبد.
يجب على كارفيس، بعد أن رأى نفسه في تيمي، أن يوقف الصافرة في الوقت المناسب لمنع الكلاب من سرقة الهدايا. يطير بيلادونا في حالة من الغضب المحموم ويوشك على قتله هو وكيلر عندما تتجمد بقوة بسبب كمية هائلة من الثلوج التي سببتها أنابيل
في هذه الأثناء، مع تشارلي والعصابة، بدأ الثلج يتساقط. الجميع يحتفل، لكن الحكة تشير إلى أنه من العار أن لا يكون لديهم أي هدايا لتقديمها للجراء. بعد ذلك فقط، ظهر كارفيس على زلاجة يسحبها Killer ويعيد لهم كل شيء والمزيد. حتى أنه أعاد لهم صندوق تيمي المليء بالأعلى. استدار للمغادرة، وطلب منه ساشا البقاء والانضمام إلى الحفلة. رفض كارفيس الدعوة باحترام، قائلاً إنه سيزور والدته بدلاً من ذلك - لكنه يتمنى للجميع عيد ميلاد سعيد.
أنهت أنابيل القصة بقولها «عيد ميلاد سعيد!» للجمهور، الذي يلوح به الجراء، ويتمنى تشارلي وإيتشي نفس الشيء.

## وصلات خارجية
- ترنيمة عيد الميلاد لجميع الكلاب على موقع IMDb (الإنجليزية)
- ترنيمة عيد الميلاد لجميع الكلاب على موقع روتن توميتوز (الإنجليزية)
- ترنيمة عيد الميلاد لجميع الكلاب على موقع ألو سيني (الفرنسية)
- ترنيمة عيد الميلاد لجميع الكلاب على موقع Turner Classic Movies (الإنجليزية)
- ترنيمة عيد الميلاد لجميع الكلاب على موقع أول موفي (الإنجليزية)
- ترنيمة عيد الميلاد لجميع الكلاب على موقع فيلمافينيتي (الإسبانية)
- ترنيمة عيد الميلاد لجميع الكلاب على موقع قاعدة بيانات الفيلم (الإنجليزية)
- ترنيمة عيد الميلاد لجميع الكلاب على موقع ليتربوكسد (الإنجليزية)
- ترنيمة عيد الميلاد لجميع الكلاب على موقع كينوبويسك (الروسية)